# Globales existenzielles Risiko

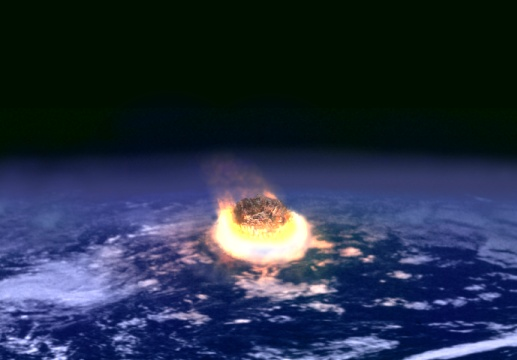
Künstlerische Darstellung des Einschlags (Impakt) einen großen Himmelskörpers. Der Einschlag eines Asteroiden (Global Killer) vor 66 Mio. Jahren verursachte ein Massenaussterben, dem u. a. alle Nichtvogel-Dinosaurier zum Opfer fielen.

Ein Ereignis, das zum Aussterben der Menschheit führen oder das Potenzial der Menschheit dauerhaft und drastisch einschränken könnte, wird als globales existenzielles Risiko (engl. existential risk oder X-risk) bezeichnet. Ein globales Katastrophenrisiko (engl. global catastrophic risk) beschreibt dagegen ein hypothetisches zukünftiges Ereignis, das das menschliche Wohlergehen in globalem Ausmaß beeinträchtigen und sogar die moderne Zivilisation gefährden oder zerstören könnte. Nach diesen Definitionen sind globale existenzielle Risiken eine Klasse von globalen Katastrophenrisiken, da letztere nicht zwingend zum Aussterben der Menschheit oder ihres langfristigen Potenzials führen würden.
In den letzten zwei Jahrzehnten wurde eine Reihe von akademischen und gemeinnützigen Organisationen gegründet, die sich mit der Erforschung globaler katastrophaler und existenzieller Risiken befassen, potenzielle Abhilfemaßnahmen formulieren und diese Maßnahmen entweder befürworten oder umsetzen.

## Definition und Klassifizierung

Ausmaß-Schweregrad-Raster aus Bostroms Papier „Existential Risk Prevention as Global Priority“

### Definition von globalen Katastrophenrisiken
Der Begriff „globales Katastrophenrisiko“ ist „nicht klar definiert“ und bezieht sich im Allgemeinen (lose) auf ein Risiko, das „das menschliche Wohlergehen in globalem Ausmaß ernsthaft beeinträchtigen“ könnte.
Die Menschheit hat schon früher große Katastrophen erlebt. Einige davon haben schwere Schäden verursacht, waren aber nur lokal begrenzt – z. B. hat der Schwarze Tod möglicherweise den Tod von einem Drittel der europäischen Bevölkerung verursacht, was 10 % der damaligen Weltbevölkerung entsprach. Andere waren zwar global, aber nicht so schwerwiegend, z. B. tötete die Grippepandemie von 1918 schätzungsweise 3-6 % der Weltbevölkerung. Die meisten globalen Katastrophenrisiken wären nicht so gravierend, dass sie die Mehrheit des Lebens auf der Erde auslöschen würden, aber selbst wenn dies der Fall wäre, würde sich die Menschheit schließlich wieder erholen (im Gegensatz zu existenziellen Risiken).

### Definition der existenziellen Risiken
Existenzielle Risiken werden definiert als „Risiken, die die Zerstörung des langfristigen Potenzials der Menschheit bedrohen“. Der Eintritt eines existenziellen Risikos (einer existenziellen Katastrophe) würde entweder das völlige Aussterben der Menschheit bewirken oder unumkehrbar zu einem drastisch schlechteren Zustand führen. Existenzielle Risiken sind eine Unterkategorie globaler Katastrophenrisiken, bei denen der Schaden nicht nur global, sondern auch unheilbar und dauerhaft ist, so dass er sich nicht mehr erholen kann und somit sowohl die jetzige als auch alle künftigen Generationen betrifft.

#### Nicht-Aussterberisiken
Das Aussterben ist zwar die offensichtlichste Art und Weise, wie das langfristige Potenzial der Menschheit zerstört werden könnte, aber es gibt auch noch andere Möglichkeiten, darunter der unwiederbringliche Zusammenbruch der Zivilisation. Eine Katastrophe, die schwerwiegend genug ist, um den dauerhaften, irreversiblen Zusammenbruch der menschlichen Zivilisation zu verursachen, wäre eine existenzielle Katastrophe, auch wenn sie nicht zum Aussterben führt.
Eine andere Art von Nicht-Aussterberisiken sind „Suffering risks“ (kurz s-risks, zu deutsch Leidensrisiken). In s-risk Szenarien kommt es zu einem Zustand, in dem die Menschheit großes Leid erfährt, ohne eine Möglichkeit, der Situation zu entfliehen. Ein Beispiel wäre die Entstehung einer stabilen globalen Diktatur: Die Menschheit fällt unter ein totalitäres Regime und es gibt keine Chance auf Besserung. Bryan Caplan schreibt, dass „vielleicht eine Ewigkeit des Totalitarismus schlimmer wäre als das Aussterben“. (George Orwells Roman 1984 beschreibt ein solches Szenario.) Auch andere Dystopie-Szenarien, wie das Leid durch die unvorhergesehenen Folgen einer neuen Technologie fallen unter s-risks. Ein dystopisches Szenario weist die gleichen Hauptmerkmale auf wie die Auslöschung und der unwiederbringliche Zusammenbruch der Zivilisation – vor der Katastrophe hatte die Menschheit eine große Auswahl an Zukunftsperspektiven, aus denen sie wählen konnte; nach der Katastrophe ist die Menschheit für immer in einem schrecklichen Zustand gefangen.

## Mögliche Risikoquellen
Potenzielle globale Katastrophenrisiken werden üblicherweise als anthropogene oder natürliche Gefahren eingestuft. Beispiele für natürliche Risiken sind ein Asteroiden- oder Kometeneinschlag, ein Supervulkanausbruch, eine natürliche Pandemie, ein tödlicher Gammastrahlenausbruch, ein geomagnetischer Sturm infolge eines koronalen Massenauswurfs, der elektronische Geräte zerstört, ein natürlicher langfristiger Klimawandel, feindliches außerirdisches Leben oder die Umwandlung der Sonne in einen roten Riesenstern, der die Erde in Milliarden von Jahren verschlingt.

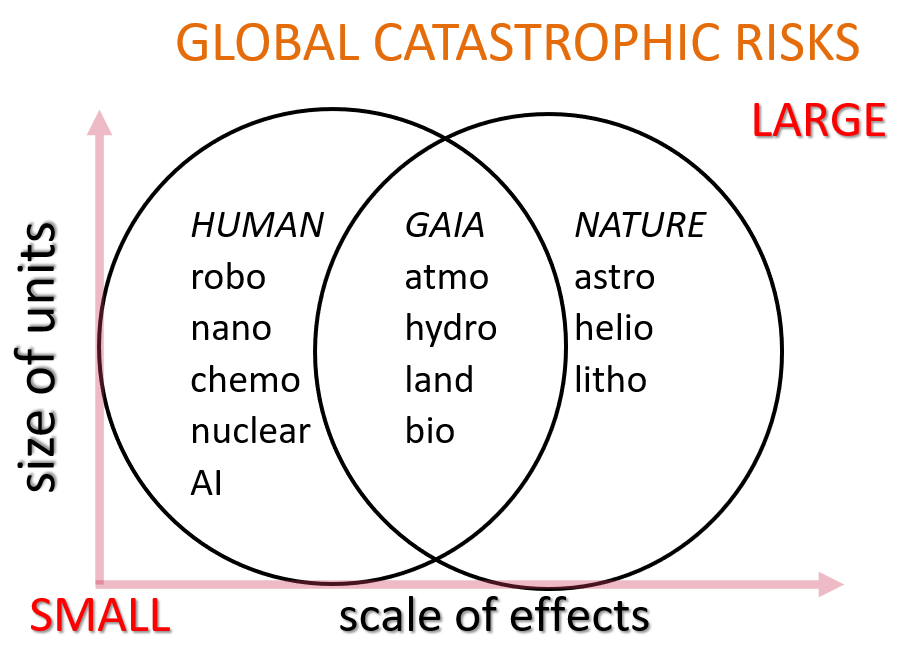
Einteilung der globalen Katastrophenrisiken in drei Gruppen, je nachdem, ob sie größtenteils vom Menschen verursacht werden, ob der Mensch die Natur beeinflusst oder ob es sich um rein natürliche Risiken handelt

Anthropogene Risiken sind vom Menschen verursachte Risiken, die mit der Technologie, der Regierungsführung und dem Klimawandel zusammenhängen. Zu den technologischen Risiken gehören die Schaffung künstlicher Intelligenz (Superintelligenz), die nicht mit den Zielen der Menschheit übereinstimmt, sowie Bio- und Nanotechnologie. Eine unzureichende oder bösartige globale Governance schafft Risiken im sozialen und politischen Bereich, wie z. B. einen globalen Krieg und einen nuklearen Holocaust, biologische Kriegsführung und Bioterrorismus mit Hilfe genetisch veränderter Organismen, Cyberkriegsführung und Cyberterrorismus, die kritische Infrastrukturen wie das Stromnetz zerstören, oder radiologische Kriegsführung mit Waffen wie großen Kobaltbomben. Zu den globalen Katastrophenrisiken im Bereich der Steuerung des Erdsystems gehören die menschengemachte globale Erwärmung, die Umweltzerstörung, das Aussterben von Arten, Hungersnöte infolge ungleicher Ressourcenverteilung, Überbevölkerung, Missernten und eine nicht nachhaltige Landwirtschaft.

### Quantifizierung von Risiken – natürliche Risiken
Wissenschaftler können mittlerweile auf Basis von Erfahrungswerten und empirischen Daten sehr genau sagen, wie hoch die Wahrscheinlichkeiten für Ereignisse wie den Einschlag großer Kometen, Supervulkanausbrüche oder Gammastrahlenausbrüche innerhalb eines Jahrhunderts sind. Toby Ord hat natürliche Risiken nach ausführlicher Datenanalyse quantifiziert. Die Wahrscheinlichkeiten beziehen sich auf die Wahrscheinlichkeit, dass das Ereignisses innerhalb eines Jahrhunderts eintritt und die Menschheit auslöscht, oder ihr langfristiges Potenzial zerstört. Ord bezieht nur die drei genannten Möglichen Katastrophen ein und eine exakte Wahrscheinlichkeit anzugeben ist nie möglich, aber aufgrund des empirischen Hintergrunds der Wahrscheinlichkeitswerte gibt die Schätzung ein gutes Bild des realen Risikos:
| Ereignis                             | Wahrscheinlichkeit  |
| ------------------------------------ | ------------------- |
| Supervulkanausbruch                  | ~1 zu 10.000        |
| Asteroiden- oder Kometeneinschläge   | ~1 zu 1.000.000     |
| Supernova oder Gammastrahlenausbruch | ~1 zu 1.000.000.000 |

### Quantifizierung von Risiken – anthropogene Risiken
Anthropogene Risiken sind solche, die durch das Handeln des Menschen entstehen. Die Erfindung der Atombombe stellte das erste anthropogene existenzielle Risiko dar. Ab diesem Zeitpunkt hatte die Menschheit das Potenzial, sich selbst zu zerstören. Andere ernstzunehmende Risiken stellen ein extremer menschengemachter Klimawandel, der Einsatz künstlich erzeugter Krankheitserreger und generell der Einsatz von Biowaffen dar. Kontrovers wird das Risiko diskutiert, das von Zukunftstechnologien wie Nanotechnologie, vor allem aber fortgeschrittener künstlicher Intelligenz (artificial general intelligence, AGI) ausgeht. Mehrere Autoren, die sich mit anthropogenen Risiken beschäftigen, bezeichnen das Risiko durch AGI als das größte existenzielle Risiko des 21sten Jahrhunderts. Auch zu Anthropogenen Risiken hat Toby Ord nach ausführlicher Analyse eine Einschätzung abgegeben. Aufgrund der Methodologischen Herausforderungen, die im nächsten Abschnitt beschrieben werden, ist eine empirisch fundierte Einschätzung nicht möglich. Stattdessen erfolgt die Schätzung basierend auf kohärenten Kausalketten und interdisziplinärem Diskurs (Computerwissenschaften, Pandemieforschung, Ökologie, Philosophie). Die Einschätzung sollte also als Approximation von Größenordnungen betrachtet werden, nicht als annähernd exakte Vorhersage. Auch hier beziehen sich die angegebenen Wahrscheinlichkeiten auf den Fall, in dem das beschriebene Ereignis innerhalb eines Jahrhunderts zu einer existenziellen Katastrophe führt, die die Menschheit auslöscht oder ihr langfristiges Potenzial zerstört.
| Ereignis                             | Wahrscheinlichkeit |
| ------------------------------------ | ------------------ |
| Atomkrieg                            | ~1 zu 1.000        |
| Menschengemachter Klimawandel        | ~1 zu 1.000        |
| Andere Umweltschäden                 | ~1 zu 1.000        |
| Menschgemachte Pandemien (Biowaffen) | ~1 zu 30           |
| Artificial general intelligence      | ~1 zu 10           |
| Unbekannte Risiken                   | ~1 zu 30           |

## Methodische Herausforderungen
Die Erforschung des Wesens und der Abschwächung globaler Katastrophenrisiken und existenzieller Risiken unterliegt einer Reihe einzigartiger Herausforderungen und kann daher nicht ohne weiteres den üblichen Standards wissenschaftlicher Strenge unterworfen werden. So ist es beispielsweise weder machbar noch ethisch vertretbar, diese Risiken experimentell zu untersuchen. Carl Sagan hat dies in Bezug auf den Atomkrieg zum Ausdruck gebracht: „Die langfristigen Folgen eines Atomkriegs zu verstehen, ist kein Problem, das sich experimentell überprüfen lässt“. Zur experimentellen Erforschung müsste das Ereignis eintreten, wodurch im Fall existenzieller Katastrophen keine Auswertung mehr möglich ist und auch im Fall nicht-existenzieller Katastrophenrisiken wäre eine experimentelle Untersuchung moralisch untragbar. Darüber hinaus ändern sich viele Katastrophenrisiken schnell, wenn sich die Technologie weiterentwickelt und sich die Rahmenbedingungen, z. B. die geopolitischen Verhältnisse, ändern. Eine weitere Herausforderung ist die allgemeine Schwierigkeit, die Zukunft über lange Zeiträume genau vorherzusagen, insbesondere bei anthropogenen Risiken, die von komplexen politischen, wirtschaftlichen und sozialen Systemen des Menschen abhängen. Zusätzlich zu den bekannten und greifbaren Risiken können unvorhersehbare Aussterbeereignisse auftreten, (schwarzer Schwan), was ein zusätzliches methodisches Problem darstellt.

### Fehlender historischer Präzedenzfall
Die Menschheit hat noch nie eine existenzielle Katastrophe erlebt, und wenn eine solche eintreten sollte, wäre sie zwangsläufig beispiellos. Daher stellen existenzielle Risiken aufgrund der Selektionswirkung der Beobachtung eine besondere Herausforderung für die Vorhersage dar, mehr noch als andere langfristige Ereignisse. Anders als bei den meisten Ereignissen ist das Ausbleiben eines vollständigen Aussterbeereignisses in der Vergangenheit kein Beweis gegen die Wahrscheinlichkeit eines solchen Ereignisses in der Zukunft, da es in jeder Welt, die ein solches Aussterbeereignis erlebt hat, keine Beobachter gibt, so dass unabhängig von ihrer Häufigkeit keine Zivilisation in ihrer Geschichte existenzielle Risiken beobachtet hat. Diese anthropischen Probleme lassen sich zum Teil dadurch vermeiden, dass man Beweise betrachtet, die keine derartigen Selektionseffekte haben, wie z. B. Asteroideneinschlagskrater auf dem Mond, oder indem man die wahrscheinlichen Auswirkungen neuer Technologien direkt bewertet.
Um die Dynamik eines noch nie dagewesenen, nicht wieder gutzumachenden globalen Zusammenbruchs der Zivilisation (eine Art existenzielles Risiko) zu verstehen, kann es lehrreich sein, die verschiedenen lokalen Zusammenbrüche von Zivilisationen zu studieren, die im Laufe der menschlichen Geschichte stattgefunden haben. So endeten beispielsweise Zivilisationen wie das Römische Reich mit dem Verlust der zentralisierten Regierungsgewalt und einem großen zivilisationsweiten Verlust an Infrastruktur und fortschrittlicher Technologie. Diese Beispiele zeigen jedoch, dass Gesellschaften gegenüber Katastrophen recht widerstandsfähig zu sein scheinen. Zwar endete das römische Reich, die Zivilisation an sich blieb aber bestehen. Auch das mittelalterliche Europa überlebte den Schwarzen Tod, ohne dass es zu einem zivilisatorischen Zusammenbruch kam, obwohl es 25 bis 50 Prozent seiner Bevölkerung verlor.

### Anreize und Koordinierung
Es gibt wirtschaftliche Gründe, die erklären können, warum so wenig Anstrengungen zur Verringerung existenzieller Risiken unternommen werden. Da es sich um ein globales öffentliches Gut handelt, sollten wir davon ausgehen, dass es auf den Märkten unterversorgt ist. Selbst wenn eine große Nation in Maßnahmen zur Risikominderung investiert, wird diese Nation nur einen kleinen Teil des Nutzens daraus ziehen. Darüber hinaus ist die Verringerung existenzieller Risiken ein globales öffentliches Gut zwischen den Generationen, da der größte Teil des Nutzens aus der Verringerung existenzieller Risiken künftigen Generationen zugute käme, und obwohl diese künftigen Menschen theoretisch vielleicht bereit wären, erhebliche Summen für die Verringerung existenzieller Risiken zu zahlen, gibt es keinen Mechanismus für eine solche Transaktion.

### Kognitive Verzerrungen
Zahlreiche kognitive Verzerrungen können die Beurteilung der Bedeutung existenzieller Risiken beeinflussen, wie z. B. die Missachtung des Maßstabes, die hyperbolische Diskontierung, die Verfügbarkeitsheuristik, der Konjunktionstrugschluss, die Affektheuristik und der Overconfidence-Effekt.
Die mangelnde Sensibilität für das Ausmaß des Problems beeinflusst, wie schlimm die Menschen das Aussterben der menschlichen Rasse einschätzen. Wenn Menschen beispielsweise motiviert sind, Geld für altruistische Zwecke zu spenden, steigt die Menge, die sie bereit sind zu geben, nicht linear mit dem Ausmaß des Problems: Die Menschen sind beispielsweise ungefähr genauso bereit, den Tod von 200.000 oder 2.000 Vögeln zu verhindern. In ähnlicher Weise sind die Menschen oft mehr über die Bedrohung von Einzelpersonen besorgt als über die von größeren Gruppen.
Eliezer Yudkowsky stellt die Theorie auf, dass die Vernachlässigung von Handlungsspielräumen bei der öffentlichen Wahrnehmung existenzieller Risiken eine Rolle spielt:

„Wesentlich größere Zahlen, wie 500 Millionen Tote, und vor allem qualitativ andere Szenarien, wie das Aussterben der gesamten menschlichen Spezies, scheinen eine andere Denkweise auszulösen... Menschen, die nicht im Traum daran denken würden, ein Kind zu verletzen, hören von der existenziellen Gefahr und sagen: ‚Nun, vielleicht verdient die menschliche Spezies nicht wirklich zu überleben.‘“

Alle bisherigen Vorhersagen über das Aussterben der Menschheit haben sich als falsch erwiesen. Für einige lässt dies zukünftige Warnungen weniger glaubwürdig erscheinen. Nick Bostrom argumentiert, dass das Ausbleiben des menschlichen Aussterbens in der Vergangenheit ein schwacher Beweis dafür ist, dass es in der Zukunft kein menschliches Aussterben geben wird, und zwar aufgrund des Survivorship Bias und anderer anthropischer Effekte.
Der Soziobiologe E. O. Wilson argumentierte: „Der Grund für diesen kurzsichtigen Nebel liegt nach Ansicht der Evolutionsbiologen darin, dass er bis auf die letzten paar Jahrtausende der zwei Millionen Jahre, die die Gattung Homo existiert, tatsächlich von Vorteil war... Es wurde viel Wert auf die nahe Zukunft und die frühe Fortpflanzung gelegt und wenig auf andere Dinge. Katastrophen von einem Ausmaß, wie sie nur alle paar Jahrhunderte vorkommen, wurden vergessen oder in einen Mythos verwandelt.“

## Vorgeschlagene Entschärfung

### Mehrschichtige Verteidigung
Defense in depth ist ein nützlicher Rahmen für die Kategorisierung von Maßnahmen zur Risikominderung in drei Verteidigungsebenen:
1. Prävention: Verringerung der Wahrscheinlichkeit, dass eine Katastrophe überhaupt erst eintritt. Beispiel: Maßnahmen zur Verhinderung des Ausbruchs neuer hoch ansteckender Krankheiten.
2. Reaktion: Verhinderung der Ausweitung einer Katastrophe auf die globale Ebene. Beispiel: Maßnahmen zur Verhinderung der Eskalation eines kleinen nuklearen Konflikts zu einem umfassenden Atomkrieg.
3. Widerstandsfähigkeit: Erhöhung der Widerstandsfähigkeit der Menschheit (gegen das Aussterben) angesichts globaler Katastrophen. Beispiel: Maßnahmen zur Erhöhung der Ernährungssicherheit während eines nuklearen Winters.

Das Aussterben der Menschheit ist am wahrscheinlichsten, wenn alle drei Schutzmechanismen schwach sind, d. h. „wenn wir Risiken nicht verhindern können, nicht erfolgreich darauf reagieren können und nicht widerstandsfähig dagegen sind“.
Der beispiellose Charakter existenzieller Risiken stellt eine besondere Herausforderung für die Entwicklung von Maßnahmen zur Risikominderung dar, da die Menschheit nicht aus früheren Ereignissen lernen kann.

### Finanzierung
Einige Forscher argumentieren, dass sowohl die Forschung als auch andere Initiativen im Zusammenhang mit existenziellen Risiken unterfinanziert sind. Nick Bostrom stellt fest, dass mehr Forschung über Star Trek, Snowboarding oder Mistkäfer betrieben wurde als über existenzielle Risiken.  Im Jahr 2020 verfügte die Organisation des Biowaffenübereinkommens über ein Jahresbudget von 1,4 Millionen US-Dollar.

### Überlebensplanung
Einige Wissenschaftler schlagen vor, auf der Erde eine oder mehrere autarke, abgelegene und dauerhaft bewohnte Siedlungen zu errichten, die speziell für das Überleben einer globalen Katastrophe geschaffen werden. Der Wirtschaftswissenschaftler Robin Hanson vertritt die Auffassung, dass ein Zufluchtsort, der dauerhaft nur 100 Menschen beherbergt, die Überlebenschancen der Menschen bei einer Reihe von globalen Katastrophen erheblich verbessern würde.
Die Lagerung von Lebensmitteln ist weltweit vorgeschlagen worden, aber die Kosten wären hoch. Außerdem würde sie wahrscheinlich zu den Millionen von Todesfällen pro Jahr aufgrund von Unterernährung beitragen. Im Jahr 2022 hat ein Team unter der Leitung von David Denkenberger die Kosteneffizienz von widerstandsfähigen Lebensmitteln mit der Sicherheit von künstlicher allgemeiner Intelligenz (AGI) verglichen und festgestellt, dass die Arbeit an widerstandsfähigen Lebensmitteln mit einer Wahrscheinlichkeit von 98-99 % eine höhere marginale Wirkung hat. Einige Überlebenskünstler legen sich einen Vorrat an Lebensmitteln für mehrere Jahre an.
Der Svalbard Global Seed Vault ist 120 m tief in einem Berg auf einer Insel in der Arktis vergraben. Er soll 2,5 Milliarden Samen aus mehr als 100 Ländern aufnehmen, um die Ernten der Welt zu schützen. Das umgebende Gestein hat eine Temperatur von −6 °C (Stand 2015), aber der Tresor wird mit Hilfe von Kühlschränken, die mit lokal gewonnener Kohle betrieben werden, auf −18 °C gehalten.
Wenn die Gesellschaft weiterhin funktioniert und die Biosphäre bewohnbar bleibt, könnte der Bedarf an Nahrungsenergie der derzeitigen menschlichen Bevölkerung theoretisch auch während einer längeren Abwesenheit von Sonnenlicht gedeckt werden, vorausgesetzt, man plant ausreichend voraus. Zu den vermuteten Lösungen gehören die Züchtung von Pilzen auf der toten Pflanzenbiomasse, die nach der Katastrophe zurückbleibt, die Umwandlung von Zellulose in Zucker oder die Verfütterung von Erdgas an Methan-verdauende Bakterien.

### Globale katastrophale Risiken und globale Governance
Eine unzureichende globale Governance schafft Risiken im sozialen und politischen Bereich, aber die Governance-Mechanismen entwickeln sich langsamer als der technologische und soziale Wandel. Regierungen, der Privatsektor und die breite Öffentlichkeit sind besorgt über das Fehlen von Governance-Mechanismen, die einen effizienten Umgang mit Risiken sowie Verhandlungen und Rechtsprechung zwischen unterschiedlichen und widersprüchlichen Interessen ermöglichen. Dies wird durch das Verständnis der Verflechtung globaler Systemrisiken noch unterstrichen. In Ermangelung oder in Erwartung einer globalen Governance können die nationalen Regierungen individuell handeln, um globale Katastrophen besser zu verstehen, abzumildern und sich darauf vorzubereiten.

### Klima-Notfallpläne
2018 rief der Club of Rome zu mehr Klimaschutz auf und veröffentlichte seinen Klima-Notfallplan, der zehn Aktionspunkte zur Begrenzung des Anstiegs der globalen Durchschnittstemperatur auf 1,5 Grad Celsius vorschlägt. Außerdem veröffentlichte der Club 2019 den umfassenderen Planetary Emergency Plan.
Es gibt Anhaltspunkte dafür, dass die kollektive Auseinandersetzung mit den emotionalen Erfahrungen, die bei der Betrachtung der Anfälligkeit der menschlichen Spezies im Kontext des Klimawandels auftreten, eine Anpassung an diese Erfahrungen ermöglicht. Wenn die kollektive Auseinandersetzung mit emotionalen Erfahrungen und deren Verarbeitung förderlich ist, kann dies zu einem Wachstum der Widerstandsfähigkeit, der psychologischen Flexibilität, der Toleranz gegenüber emotionalen Erfahrungen und des gemeinschaftlichen Engagements führen.

### Kolonisierung des Weltraums
Die Besiedlung des Weltraums ist eine vorgeschlagene Alternative, um die Chancen zu verbessern, ein Aussterbeszenario zu überleben. Lösungen dieses Ausmaßes könnten eine Technik im Megamaßstab erfordern.
Der Astrophysiker Stephen Hawking sprach sich dafür aus, andere Planeten innerhalb des Sonnensystems zu kolonisieren, sobald die Technologie weit genug fortgeschritten ist, um die Überlebenschancen der Menschheit bei planetenweiten Ereignissen wie einem globalen thermonuklearen Krieg zu verbessern.
Der Milliardär Elon Musk schreibt, dass die Menschheit zu einer multiplanetaren Spezies werden muss, um nicht auszusterben. Mit seinem Unternehmen SpaceX entwickelt Musk eine Technologie, die er für die Besiedlung des Mars einsetzen will.

### Verschiebung der Erde
In einigen Milliarden Jahren wird sich die Sonne zu einem Roten Riesen ausdehnen und die Erde verschlucken. Dies kann vermieden werden, indem die Erde weiter von der Sonne entfernt wird, so dass die Temperatur in etwa konstant bleibt. Dies kann erreicht werden, indem man die Bahnen von Kometen und Asteroiden so verändert, dass sie nahe an der Erde vorbeiziehen, so dass sie der Erdbahn Energie zuführen. Da sich die Sonne nur langsam ausdehnt, würde etwa eine solche Begegnung alle 6.000 Jahre ausreichen.

### Zweifler und Gegner
Der Psychologe Steven Pinker hat das existenzielle Risiko als „nutzlose Kategorie“ bezeichnet, die von realen Bedrohungen wie dem Klimawandel und dem Atomkrieg ablenken kann.

## Organisationen
Das Bulletin of the Atomic Scientists (gegründet 1945) ist eine der ältesten globalen Risikoorganisationen und wurde gegründet, nachdem die Öffentlichkeit nach dem Zweiten Weltkrieg durch die Möglichkeit eines Atomkriegs alarmiert wurde. Sie untersucht Risiken im Zusammenhang mit Atomkrieg und Kernenergie und ist bekannt für die 1947 eingeführte Weltuntergangsuhr. Das Foresight Institute (gegründet 1986) untersucht die Risiken der Nanotechnologie und deren Nutzen. Es war eine der ersten Organisationen, die sich mit den unbeabsichtigten Folgen einer ansonsten harmlosen Technologie beschäftigte, die auf globaler Ebene aus dem Ruder läuft. Gegründet wurde es von K. Eric Drexler, der „graue Schmiere“ postulierte.
Nach dem Jahr 2000 gründete eine wachsende Zahl von Wissenschaftlern, Philosophen und Tech-Milliardären Organisationen, die sich mit der Erforschung globaler Risiken sowohl innerhalb als auch außerhalb der akademischen Welt beschäftigen.
Zu den unabhängigen Nichtregierungsorganisationen (NGOs) gehört das Machine Intelligence Research Institute (gegründet 2000), das sich zum Ziel gesetzt hat, das Risiko einer durch künstliche Intelligenz verursachten Katastrophe zu verringern; zu den Spendern gehören Peter Thiel und Jed McCaleb.
Die Nuclear Threat Initiative (gegründet 2001) versucht, die globale Bedrohung durch nukleare, biologische und chemische Bedrohungen zu verringern und die Schäden nach einem Ereignis einzudämmen. Sie unterhält einen Index für die Sicherheit von Kernmaterial.
Die Lifeboat Foundation (gegründet 2009) finanziert Forschungsarbeiten zur Verhinderung einer technologischen Katastrophe. Der Großteil der Forschungsgelder fließt in Projekte an Universitäten.
Das Global Catastrophic Risk Institute (seit 2011) ist eine gemeinnützige, überparteiliche Denkfabrik mit Sitz in den USA, die von Seth Baum und Tony Barrett gegründet wurde. Das GCRI betreibt Forschungs- und Politikarbeit zu verschiedenen Risiken, darunter künstliche Intelligenz, Atomkrieg, Klimawandel und Asteroideneinschläge. Die Global Challenges Foundation (gegründet 2012) mit Sitz in Stockholm, gegründet von Laszlo Szombatfalvy, veröffentlicht jährlich einen Bericht über den Stand der globalen Risiken. Das Future of Life Institute (gegründet 2014) setzt sich für die Verringerung extremer, weitreichender Risiken durch transformative Technologien ein und steuert die Entwicklung und den Einsatz dieser Technologien zum Nutzen aller Lebewesen durch die Vergabe von Zuschüssen, politische Lobbyarbeit in den Vereinigten Staaten, der Europäischen Union und den Vereinten Nationen sowie durch Bildungsarbeit.
Elon Musk, Vitalik Buterin und Jaan Tallinn sind einige der größten Spender. Das Center on Long-Term Risk (gegründet 2016), früher bekannt als Foundational Research Institute, ist eine britische Organisation, die sich auf die Verringerung der Risiken astronomischen Leids (s-risks) durch neue Technologien konzentriert.
Zu den universitären Organisationen gehört das Future of Humanity Institute (gegründet 2005), das sich mit Fragen der langfristigen Zukunft der Menschheit und insbesondere mit existenziellen Risiken befasst. Es wurde von Nick Bostrom gegründet und hat seinen Sitz an der Universität Oxford.
Das Centre for the Study of Existential Risk (gegründet 2012) ist eine Organisation mit Sitz an der Universität Cambridge, die vier große technologische Risiken untersucht: künstliche Intelligenz, Biotechnologie, globale Erwärmung und Kriegsführung. Alle sind vom Menschen verursachte Risiken, wie Huw Price gegenüber der Nachrichtenagentur AFP erklärte: „Es scheint eine vernünftige Vorhersage zu sein, dass irgendwann in diesem oder im nächsten Jahrhundert die Intelligenz den Zwängen der Biologie entkommen wird“. Er fügte hinzu, dass wir dann „nicht mehr die Klügsten sind“ und Gefahr laufen, der Gnade von „Maschinen ausgeliefert zu sein, die nicht böswillig sind, sondern Maschinen, deren Interessen uns nicht einschließen“. Stephen Hawking war als Berater tätig.
Die Millennium Alliance for Humanity and the Biosphere ist eine an der Stanford University ansässige Organisation, die sich mit vielen Fragen im Zusammenhang mit der globalen Katastrophe befasst, indem sie Mitglieder der akademischen Geisteswissenschaften zusammenbringt. Sie wurde u. a. von Paul Ehrlich gegründet. An der Stanford University gibt es auch das Center for International Security and Cooperation, das sich mit der politischen Zusammenarbeit zur Verringerung des globalen Katastrophenrisikos befasst.
Das Center for Security and Emerging Technology wurde im Januar 2019 an der Georgetown's Walsh School of Foreign Service gegründet und wird sich auf die politische Forschung zu neuen Technologien konzentrieren, wobei der Schwerpunkt zunächst auf künstlicher Intelligenz liegt. Es erhielt einen Zuschuss von 55 Mio. USD von Good Ventures, wie von Open Philanthropy vorgeschlagen.
Andere Risikobewertungsgruppen sind in Regierungsorganisationen angesiedelt oder gehören zu diesen. Die Weltgesundheitsorganisation (WHO) verfügt über eine Abteilung namens Global Alert and Response (GAR), die globale epidemische Krisen überwacht und darauf reagiert. GAR hilft den Mitgliedsstaaten bei der Ausbildung und der Koordinierung der Reaktion auf Epidemien. Die United States Agency for International Development (USAID) hat ihr Emerging Pandemic Threats Program, das darauf abzielt, natürlich entstandene Pandemien an ihrem Ursprung zu verhindern und einzudämmen. Das Lawrence Livermore National Laboratory hat eine Abteilung mit der Bezeichnung Global Security Principal Directorate, die im Auftrag der Regierung Themen wie Biosicherheit und Terrorismusbekämpfung erforscht.